# Столешников переулок
Столе́шников переу́лок (в XVI—XVII веках — Рождественская улица, в XVIII—XIX веках часть его — бывший Космодамианский переулок) — переулок в Центральном административном округе города Москвы. Проходит от Тверской площади до улицы Петровки, пересекает Большую Дмитровку, идёт параллельно между Тверским проездом и Камергерским переулком, далее переходящим в улицу Кузнецкий Мост.
Нумерация домов ведётся от Тверской площади.

## Происхождение названия
Название переулка дано по устаревшему названию скатерти — столешник, изготовлением которых занимались жившие здесь с XVII века ткачи.

## История
Вплоть до 1922 года на месте нынешнего Столешникова переулка находились два более коротких: собственно Столешников шёл от Петровки до Большой Дмитровки, а переулок от Большой Дмитровки до Тверской носил название Космодамианского, по церкви Космы и Дамиана в Шубине.
Первое упоминание о переулке (известном тогда как Рождественская улица) содержится в духовной грамоте Ивана III 1504 года. Рождественской улицей переулок назывался по церкви Рождества Богородицы, что в Столешниках, стоявшей на углу с Петровкой.
Ещё в XVII веке здесь находилась ремесленная слобода ткачей, «Столешники», но в XVIII веке в переулке уже стали располагаться дворы знати и видных чиновников: князей Долгоруковых, Трубецких, Козловских.
Переулок был застроен теснящимися вплотную деревянными домами, что таило угрозу пожара. Опасаясь огня, князь Семён Мещерский, домовладение которого располагалось по соседству с дворами церкви Воскресения по Большой Дмитровке, перенёс деревянные строения на другой угол Столешникова переулка, а освобождённый участок церковной земли взял в долгосрочную аренду.

### XIX век
После пожара 1812 года вместо деревянных домов в переулке были построены каменные (несколько таких небольших каменных домов, построенных при церкви Воскресения Словущего, и сейчас стоят на углу Столешникова переулка и Большой Дмитровки). Во дворе князя Козловского, на углу с Большой Дмитровкой (дом № 15), в первой половине XIX века размещалась известная типография Селивановского.
Во второй половине XIX и в начале XX веков в переулке стали преобладать магазины и купеческие лавки. На пасхальной неделе в этих магазинах велась самая интересная в городе «продажа остатков» от зимнего сезона — залежавшиеся ткани и галантерейные товары распродавались по сниженным ценам. В это время в Столешниковом появились новые 5-6-этажные доходные дома с благоустроенными квартирами, в которых селились лица свободных профессий и торговые служащие с высокими доходами.

### XX век
В первые годы после Октябрьской революции все торговые помещения Столешникова переулка стали складами, но со временем в них снова открылись магазины.
В 1922 году Столешников переулок увеличили вдвое, распространив его название и на Космодамианский переулок под предлогом того, что такой переулок в Москве уже имеется (одновременно были переименованы Старосадский и Старопанский переулки).
В 1930-х годах была снесена церковь Рождества Пресвятой Богородицы в Столешниках, по которой переулок в старину носил название Рождественской улицы.
В 1970-х годах на месте дома, где размещалась Тверская полицейская часть, было возведено здание Института марксизма-ленинизма, перед которым был разбит сквер с фонтаном. На углу с Тверской улицей, тогда называвшейся улицей Горького, выросло многоэтажное жилое здание, полностью преобразив начало переулка.

### Наше время
В советские годы Столешников переулок был известен прежде всего своими книжными магазинами — его букинистические лавки считались лучшими в Москве. После распада СССР переулок постепенно облюбовали фешенебельные бутики и магазины различных западных брендов, он стал одним из самых дорогих мест покупок в Москве — наряду с Третьяковским проездом и Барвихой. В 2007 году консалтинговая компания Jones Lang LaSalle признала его второй по дороговизне торговой улицей в мире после Елисейских Полей в Париже.
Хотя в 1990-х годах бытовала уверенность в том, что возродится прежняя историческая улица роскоши, Кузнецкий Мост, привлекавший своими модными магазинами богатых покупателей ещё с конца XVIII века, такие компании как «Крокус» и «ДжамильКо» посчитали его слишком шумным и проходным местом, предпочтя Столешников переулок. В феврале 1993 года здесь открылся первый магазин дорогой итальянской обуви — Crocus. В 1998 году «ДжамильКо» на другом конце переулка, на его чётной стороне, открыло первый в России монобрендовый бутик Christian Dior. 15 декабря 2000 года здесь открылся первый в Восточной Европе бутик Hermès и магазин Les Copaines. В 2002 году открылись магазины Salvatore Ferragamo, Emanuel Ungaro и Louis Vuitton; в 2003 году — Cartier, в 2005-м — Van Cleef & Arpels, в 2006-м — Piaget, Montblanc и первый в России собственный бутик Chanel (до этого эксклюзивным правами на торговлю продукцией этой марки в России обладала компания Mercury).
Является самой дорогой по уровню цен на аренду улицей в России на 2018 год. Из-за отсутствия автомобильной парковки и зафиксированной в валюте ставки арендной платы, некоторые марки закрывают свои магазины и бутики.

## Примечательные здания и сооружения

### По нечётной стороне
- № 1 — Дом О. А. Титова (1909, архитектор Н. Д. Струков).
- № 5 стр. 2 — Доходный дом Мозгиных (1911, архитектор К. Л. Розенкампф[4]).
- № 7, стр. 1 — Доходный дом с винным магазином О. П. Леве (1903, архитектор А. Э. Эрихсон), объект культурного наследия регионального значения[5][6].
- № 9, стр. 1-5 — Городская усадьба XVIII—XIX веков имеет статус объекта культурного наследия федерального значения[4]. В строении 5 расположен Музейно-выставочный Центр В.А.Гиляровского (филиал Музея Москвы)[7]
  - № 9, стр. 1 — Доходный дом Карзинкина (1874, архитектор В. Н. Карнеев). В квартире № 10 жил писатель В. А. Гиляровский[4].
  - № 9, стр. 3 — Наиболее старая постройка в 9 и 7 домовладениях, которые в начале XIX века принадлежали балетмейстеру Жану Ламиралю. Несколько раз перестраивался в XIX веке. Является Главным домом городской усадьбы.
  - № 9, стр. 5 — музейно-выставочный центр В. А. Гиляровского, входящий в музейное объединение «Музей Москвы».
- № 11 — доходный дом (1883, архитектор И. С. Богомолов), объект культурного наследия регионального значения[4]. В доме жили оперный артист Платон Цесевич[8], драматург Валерий Фрид[9], актриса Дарья Зеркалова[10], поэт Муса Джалиль (мемориальная доска)[11].
- № 13/15, стр. 1,  ЦГФО — доходный дом с магазинами А. С. Грачевой (1901, архитектор Э. М. Розен)[4][6].
- № 13/15, стр. 5,  ЦГФО — доходный дом страхового общества «Якорь» (1905, архитектор О. В. фон Дессин)[4].
- № 15[уточнить] — здесь, на углу с Большой Дмитровкой, во дворе князя Козловского в 1-й половине XIX века размещалась типография Селивановского. Многочисленные перестройки значительно изменили облик этого дома[1].

### По чётной стороне
- № 2 — Храм Космы и Дамиана (Благовещения Пресвятой Богородицы) в Шубине, возведённая в 1722 году на месте храма, заложенного в 1625 году вместо прежней деревянной церквушки, от которого остался план и часть кладки. Церковь была выстроена в стиле барокко, но в XIX веке была реконструирована с добавлением черт классицизма. С западной стороны располагалась колокольня, перенесённая в 1857—1858 гг. в северо-западный угол церкви. В 1821—1822 гг. фасад трапезной с севера закрыл придел Воскресения Словущего, выходящий на красную линию переулка. В 1857—1858 гг. для симметричности с южной стороны был возведён придел Косьмы и Дамиана, а на месте разобранной колокольни возникла паперть. До наших дней от колокольни дошёл только нижний ярус, через который осуществляется вход в церковь со стороны переулка. Фасады приделов и колокольни оформлены одинаковым эклектичным декором. На южном фасаде храма можно увидеть закладную плиту из белого камня и надгробную плиту XVIII века. В интерьере церкви сохранились фрагменты живописи XVIII—XIX веков. В 1900 году по проекту архитектора И. Ф. Червенко к церкви была сооружена пристройка. Церковь подверглась частичной реставрации в 1970-е годы[1]. Объект культурного наследия федерального значения[4] В августе 2007 года правительство города одобрило проект воссоздания храмовой колокольни (архитектор Павел Андреев)[12].
- № 10/18, стр. 2 — жилой дом с магазином (XIX век)[6].
- № 10/18, стр. 3 — В этом здании, построенном после московского пожара 1812 года и принадлежавшем до начала XX века семье подпоручика Александра Степановича Ладыженского, работал нотный магазин П. И. Юргенсона, который посещали П. И. Чайковский, Н. Г. Рубинштейн и другие музыканты и музыкальные критики. В этом доме нанимали помещение для проживания Н. Д. Кашкин и К. К. Альбрехт; здесь в 1863 году побывал приехавший в Москву Рихард Вагнер. Объект культурного наследия регионального значения[4].
- № 6, стр. 2 — Городская усадьба Кожиных (сер. XVIII—XIX вв.), объект культурного наследия федерального значения[4]. До революции здесь жил архитектор К. А. Дулин[13].
- № 12 — до 1997 года на этом месте находился Дом канцелярии московского обер-полицмейстера. Построенный в XVIII веке двухэтажный дом, несмотря на охранный статус, был разрушен и на его месте был возведён новодел, в котором в настоящее время размещается магазин марки «Hermes»[14].
- № 12, стр. 3 — здание занимает гостиница.
- № 14, стр. 1 — доходный дом А. А. Карзинкина (1900—1901, архитектор В. В. Барков[4]). В доме жил изобретатель в области звукового кино П. Г. Тагер[15].
- № 16 — На этом месте находился дом крестьянина А. Л. Васильева с фотоателье в верхнем этаже (1900—1910, архитектор Л. Ф. Даукша). Дом был снесён в 1997 году, на его месте был возведён новый, в изменённых пропорциях и с добавлением новых деталей. Здание полностью утратило подлинность[16].

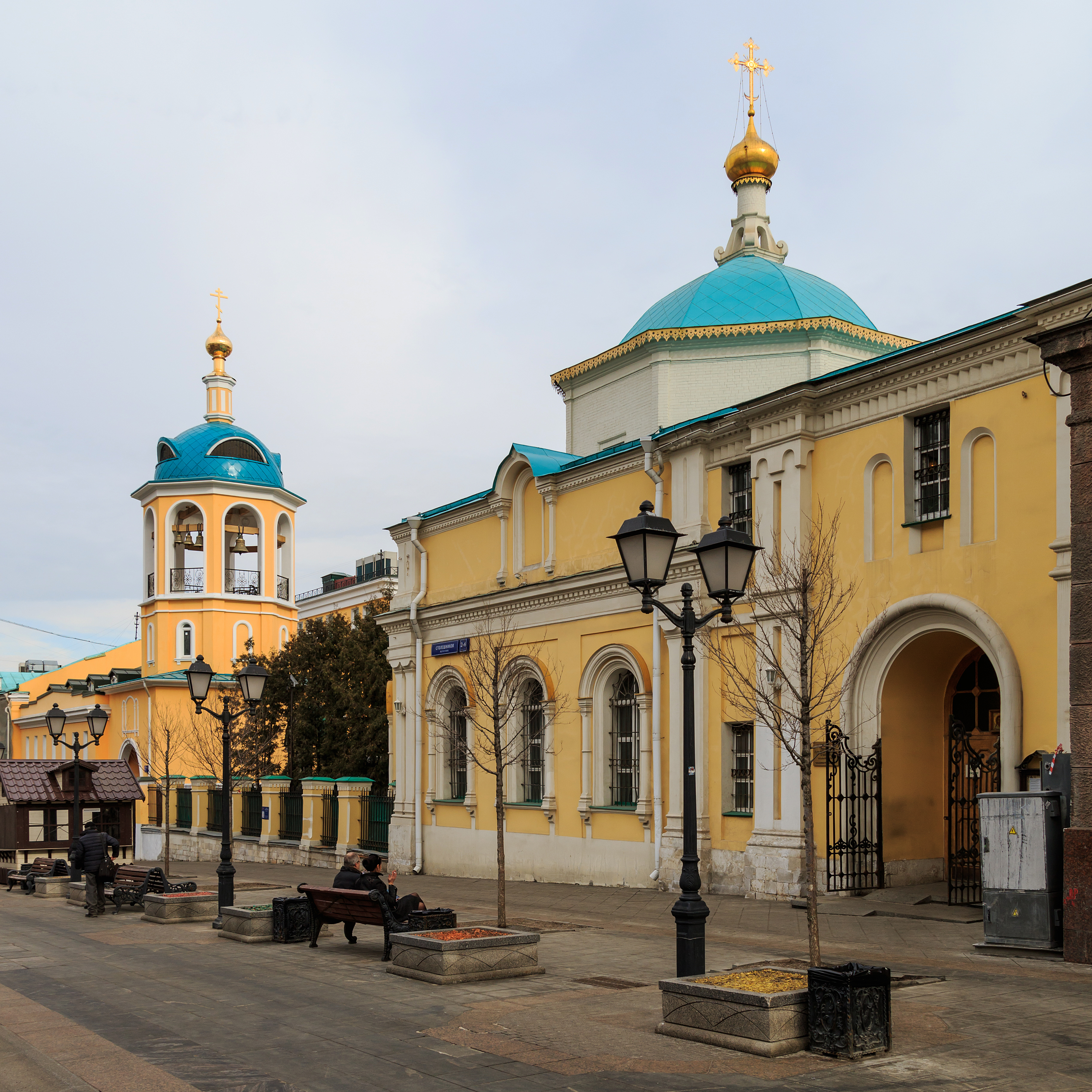
Храм Космы и Дамиана в Шубине
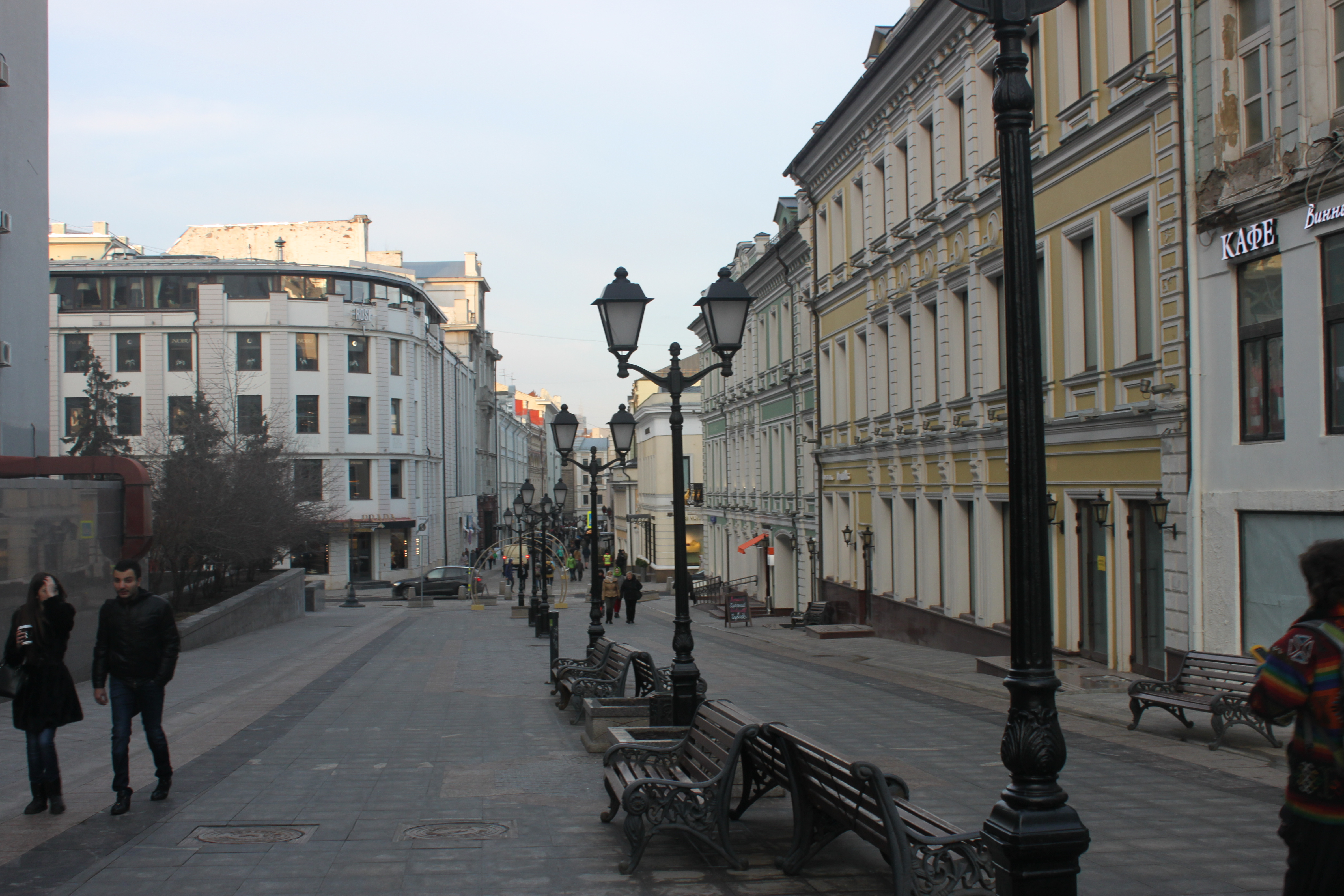
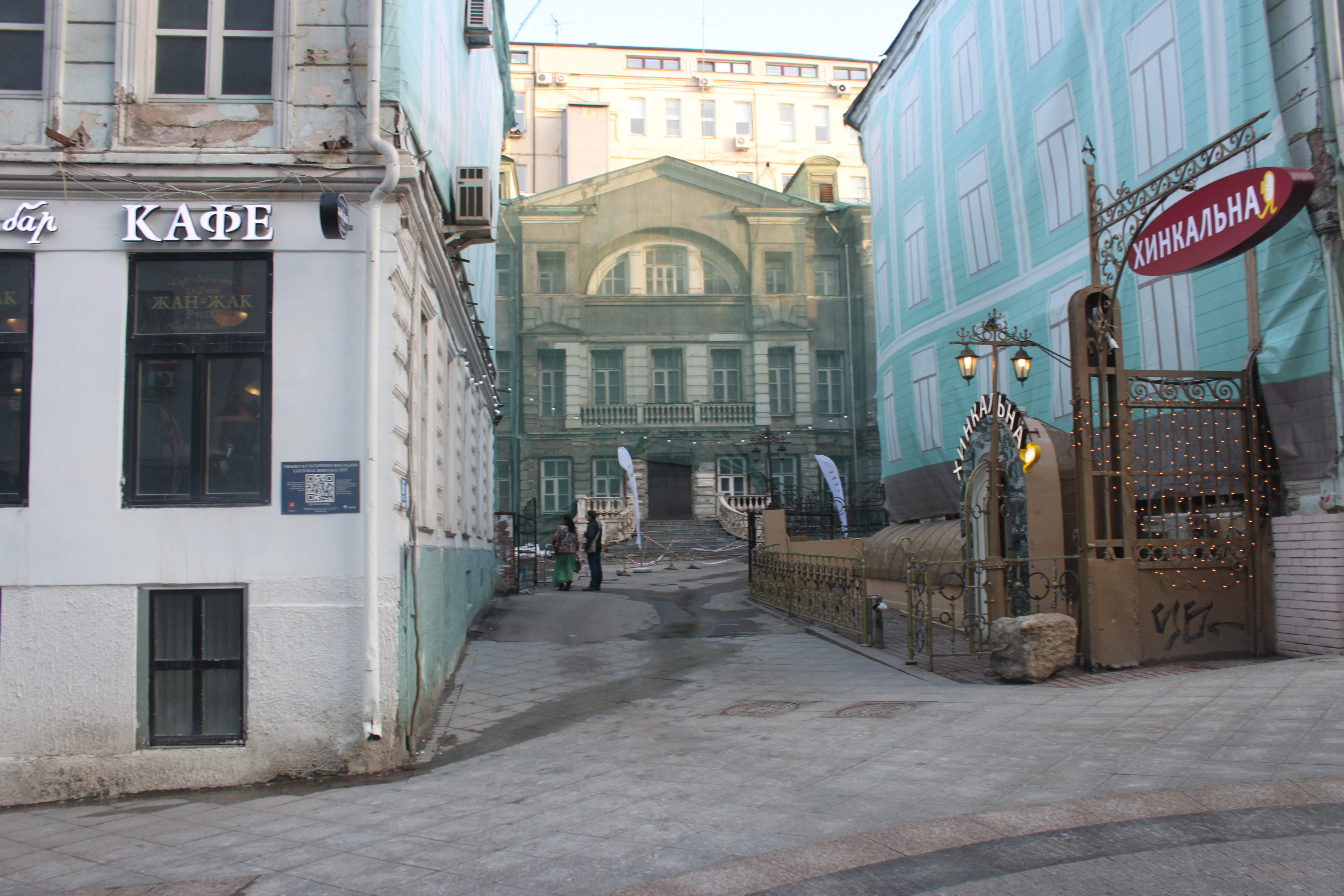
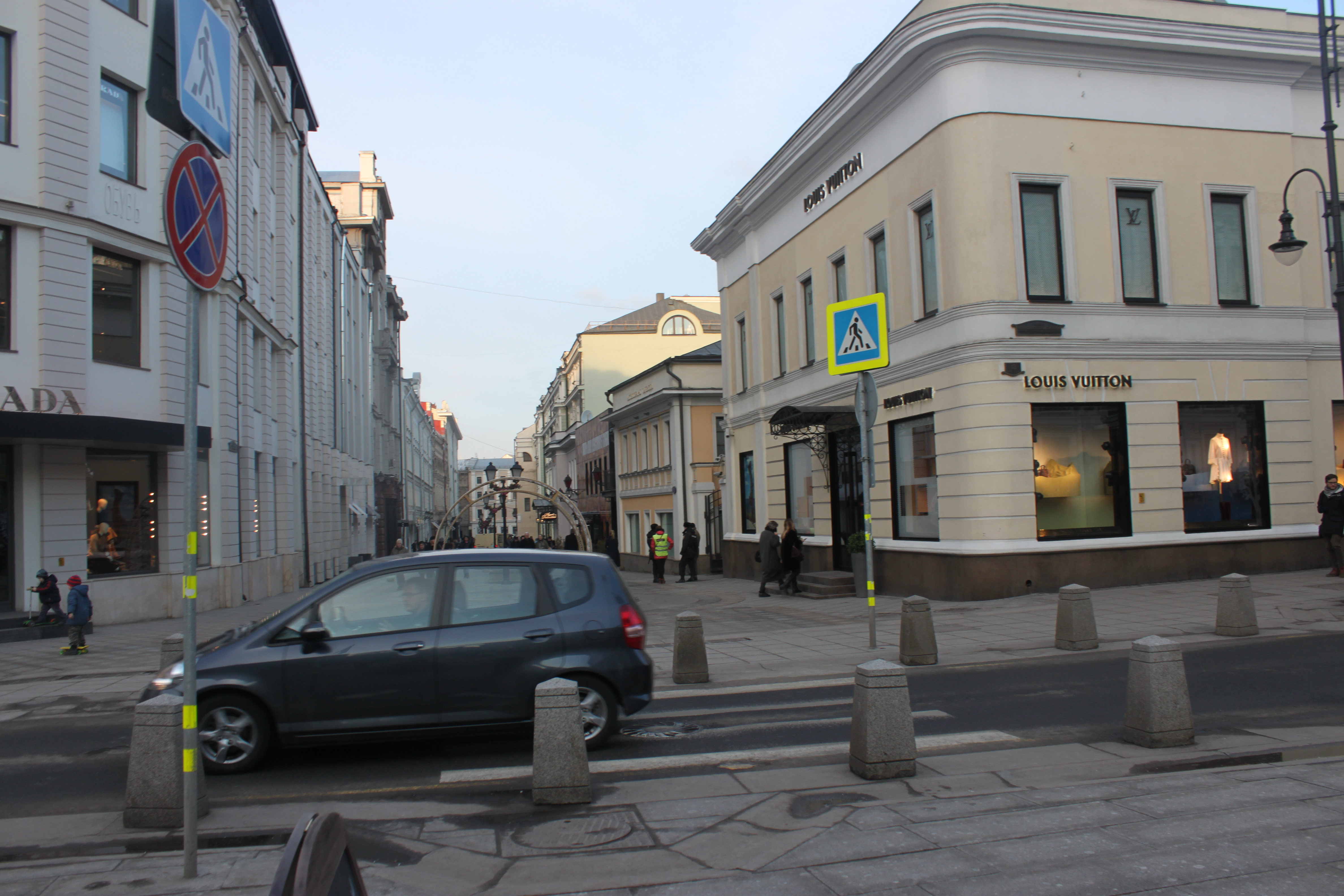

## Магазины и учреждения переулка
Государственные учреждения
Главное управление архитектуры и градостроительства Московской области; Главное управление государственного строительного надзора Московской области, Фонд взаимопонимания и примирения при Правительстве РФ.
Коммерческие организации
- Магазины одежды и обуви: Versace, Louis Vuitton, Burberry, Chanel, Hermès, Escada, Agent Provocateur, Salvatore Ferragamo, Christian Dior, Fendi, Denis Simachёv, Jimmy Choo, Christian Louboutin, Prada, Miu Miu, Lancel[англ.], меховой дом J. Mendel и другие.
- Магазины часов и ювелирных украшений: Vacheron Constantin, Piaget, Cartier, Chaumet[англ.], Van Cleef & Arpels[англ.], Montblanc, Patek Philippe, Damiani[англ.] и другие.
- Салоны красоты: Tony&Guy, «Моне», Genere mio.

Также в переулке находятся различные бары и рестораны, туристические агентства, адвокатские бюро и прочие частные организации.

## Переулок в произведениях литературы и искусства
- В Столешниковом переулке много лет жил Владимир Гиляровский, который так написал о нём: «Столешников переулок! В нём, как в капле воды солнышко, отражается вся жизнь города…».
- Упоминается в песне Александра Розенбаума: «А в Столешниковом — ну просто беда: целый сонм воспоминаний и дум!»
- Цикл романов Василия Звягинцева «Одиссей покидает Итаку»: квартира на третьем этаже неизвестного дома — подпольная база инопланетян (аггров).
- Неоднократно упоминается в 6-й серии сериала «Следствие ведут ЗнаТоКи»
- О Столешникове и пивном заведении «Ладья» повествуется в романе Владимира Орлова «Камергерский переулок».

## Транспорт
- Метро Тверская, Пушкинская (500 м), Охотный Ряд, Театральная (500 м), Трубная (500 м).
- Автобусы: м1, м40, е30, с344, н1, н12 (по Тверской улице), 538, н6 (по улице Петровка от метро «Трубная).